# Сахаєво
Саха́єво (рос. Сахаево, башк. Сахай) — присілок у складі Кармаскалинського району Башкортостану, Росія. Адміністративний центр Сахаєвської сільської ради.
Населення — 1615 осіб (2010; 1390 в 2002).
Національний склад:
- татари — 61 %
- башкири — 35 %